# ساکی (نویسنده)
هکتور هیو مونرو (به انگلیسی: Hector Hugh Munro) متخلص به ساکی (به انگلیسی: Saki) (۱۸ دسامبر ۱۸۷۰ — ۱۳ نوامبر ۱۹۱۶)
نویسنده و روزنامه‌نگار بریتانیایی بود. داستان‌های او بازتاب دهندهٔ اوضاع اجتماعی و فرهنگی زمان پادشاهی ادوارد هفتم هستند و با لحنی طنزآمیز به تمسخر تظاهرها، حماقت‌ها و نامهربانی‌های اجتماع می‌پردازند. برخی از داستان‌های ساکی فضایی ترسناک دارند.

## زندگی
مونرو پسر افسر پلیسی در میانمار بود. دو ساله بود که به نزد عمه‌هایش در نزدیکی بارنستپل  در شهرستان دوون انگلستان فرستاده شد تا با آن‌ها زندگی کند. او بعدها در داستان‌هایی که برای کودکان نوشت شخصیت‌های عمه‌های ظالمی را در داستانش قرار داد تا بدین گونه از سختگیری‌های آنان انتقام گرفته باشد. او در مدرسه بدفورد در اکسمث  درس خواند. در ۱۸۹۳ به پلیس میانمار پیوست اما از آنجا اخراج شد. پس از آن به روزنامه‌نگاری پرداخت؛ و برای وست‌مینستر گزت مقاله‌های طنزآمیز سیاسی نوشت. در سال ۱۹۰۰ کتاب طلوع امپراتوری روسیه را نوشت که اثری تاریخی و جدی بود.
او مدتی به عنوان خبرنگار خارجی برای روزنامه مورنینگ پست در بالکان، روسیه و پاریس کار کرد. مونرو در ۱۹۰۸ در لندن ساکن شد و به نوشتن داستان کوتاه پرداخت. رجینالد (۱۹۰۴)، رجینالد در روسیه (۱۹۱۰)، رویدادنامهٔ کلوویس (۱۹۱۲)، دیوها و سوپر دیوها (۱۹۱۴) برخی از آن‌ها هستند.
مونرو در جنگ جهانی اول کشته شد.